# Aplikacija (računalništvo)
Aplikacija je uporabniški računalniški program, ki ga razvijlci razvijejo zato, da uporabnikom programa zagotavlja določene uporabne lastnosti.